# Мехтізаде Рза Мусайович
Рза Мусайович Мехті́заде (нар. 9 березня 1911, Хурдалас) — радянський вчений в галузі фізіології рослин. Доктор біологічних наук з 1966 року, професор з 1968 року.

## Біографія
Народився 9 березня 1911 року в селі Хурдаласі Бакинської губернії (тепер Азербайджан). 1934 року закінчив Азербайджанський сільськогосподарський інститут. У 1934—1937 роках асистент, а у 1937—1939 роках викладач кафедри фізіології рослин Азербайджанського сільськогосподарського інституту. Учасник Другої світової війни. Нагороджений орденом Вітчизняної війни 2 ступеня (6 квітня 1985). У 1945—1950 роках старший науковий співробітник, потім, до 1961 року — завідувач лабораторією фізіології рослин Азербайджанського науково-дослідного інституту багаторічних насаджень. 1947 року в Азербайджанському державному університеті імені С. М. Кірова захистив кандидатську дисертацію на тему «Застосування ростових речовин при живцюванні і в боротьбі проти опадання плодів». З 1961 року завідувач лабораторією зростання і розвитку рослин Інституту ботаніки імені В. Л. Комарова АН Азербайджану.

## Наукова діяльність
Вперше в Азербайджані застосував регулятори росту проти передприбирального опадання плодів у садах і зав'язей на виноградниках. Ним розроблені фізіологічні основи богарного виноградарства, запропоновані раціональні методи обробітку цієї культури в нових районах республіки. Вченим розроблені прийоми застосування хлорхолінхлориду в виноградарстві Азербайджану з метою підвищення продуктивності насаджень. Автор понад 100 наукових робіт і одного винаходу. Серед робіт:
- Физиология богарного винограда. — Баку, 1965.